# Reserva del Río Guajalito
La reserva del Río Guajalito es una reserva privada de Ecuador que cuenta con 1000 ha de bosque privado y con el apoyo de varios propietarios, incluyendo la Fundación Salvatierra, Fundación Jocotoco, Aves y Conservación y el resto de los ciudadanos ecuatorianos que apoyan los esfuerzos de conservación de la zona. La elevación de la reserva Guajalito oscila entre 1800 m a 2200 m s. n. m.

## Historia
La construcción de la carretera a Chiriboga se inició en 1919, la carretera originalmente conectaba Quito con Santo Domingo de los Tsáchilas, antes conocido como Santo Domingo de los Colorados. Su distancia original era de 100 km; pero con la apertura de la nueva carretera Aloag-Santo Domingo, en 1969, el camino a Chiriboga se quedó con muy poco tráfico de vehículos. El oleoducto transecuatoriano corre al lado de la carretera Chiriboga, y la mayoría de la tierra a lo largo de la carretera se ha dedicado a la agricultura y la actividad ganadera. Solo el terreno más escarpado restante mantiene el hábitat forestal original. Esto también es válido para las zonas más remotas lejos de la carretera y el bosque protegido por la reserva del Río Guajalito. Esta ruta cubre un cambio en la elevación de 900 m a 3450 m. 